# Pavlo Popovytsj

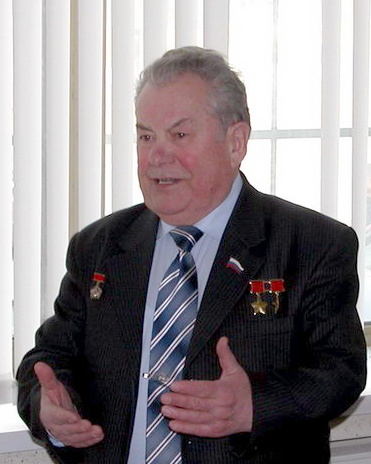
Pavlo Popovytsj

Pavlo Romanovytsj Popovytsj (Oekraïens: Павло Романович Попович, Russisch: Павел Романович Попович, Pavel Romanovitsj Popovitsj) (Oezyn, oblast Kiev, 5 oktober 1930 - Hoerzoef, 30 september 2009) vloog als kosmonaut twee keer in de ruimte. 

## Biografie
Popovytsj is in 1930 geboren in de buurt van Kyiv in de Oekraïense Socialistische Sovjetrepubliek. In 1960 werd hij geselecteerd als een van de twintig luchtmachtpiloten die werden opgeleid tot de eerste kosmonauten.
Hij werd voor het eerst gelanceerd op 12 augustus 1962 aan boord van de Vostok 4 voor een gezamenlijke vlucht met de Vostok 3, die ongeveer 24 uur eerder was gelanceerd.
Na zijn eerste ruimtevlucht werd Popovytsj geselecteerd voor diverse vluchten die niet doorgingen, waaronder een vlucht naar de Maan en de Saljoet 2. Hij was ook geselecteerd als gezagvoerder voor ruimtevlucht Sojoez 2, maar na het ongeluk met Sojoez 1, dat het leven kostte van Vladimir Komarov, werd de Sojoez 2 zonder bemanning gelanceerd.
Popovytsj werd pas voor de tweede keer gelanceerd op 3 juli 1974 aan boord van de Sojoez 14. De Sojoez koppelde aan ruimtestation Saljoet 3. Popovytsj was op deze vlucht gezagvoerder en keerde na een vlucht van bijna 16 dagen samen met boordwerktuigkundige Joeri Artjoechin terug op aarde. Hij verliet het Sovjet-ruimtevaartprogramma in 1982.
Popovytsj was ook parlementslid in de Opperste Sovjet van Oekraïne van 1963 tot 1990. Hij is overleden op de Krim in 2009.